# تویوتا ای‌ای
تویوتا ای‌ای (Toyota AA) خودرویی است که در سال‌های ۱۹۳۵ (۳ prototypes) توسط تویوتاتولید شده‌است.